# Auhunga
Auhunga is een monotypisch geslacht van spinnen uit de  familie van de Amaurobiidae (nachtkaardespinnen).

## Soort
- Auhunga pectinata Forster & Wilton, 1973